# Wilhelm Popp
Wilhelm Popp   (Coburg, 29 d'abril de 1828 - Hamburg, 25 de juny de 1903) va ser un compositor i flautista alemany. També va utilitzar el nom afrancesat Guillaume Popp i el nom dels escrits de Henry Alberti.

## Biografia
Wilhelm Popp va ser pianista i flautista de la cort al "Ducal Saxon Court Theatre de Coburg-Gotha". Va rebre la seva formació de flautista de la mà de Kaspar Kummer i Louis Drouet; no hi ha informació sobre la seva formació pianística. Segons la tradició, també devia ser un virtuós del piano, ja que actuava amb diverses orquestres.
Després d'haver-se barallat amb el director de teatre a Coburg, ell mateix va demanar la seva baixa i es va traslladar a Hamburg el 1867. Allà va ser flautista principal de l'Orquestra Filharmònica. Durant la seva vida, Popp va ser un compositor conegut i valorat i a "La història de la flauta" de D. Ehrlich publicat el 1920, les seves obres van ser descrites com "molt conegudes al món musical". Després d'això, difícilment es pot trobar en cap enciclopèdia i només una petita part de la seva obra, que conté prop de 600 composicions, ha estat reeditada fins als nostres dies. La major part de la seva obra inclou peces per a flauta i piano, d'acord amb la tendència de l'època, ha escrit innombrables arranjaments i fantasies sobre melodies conegudes i paràfrasis operístiques de tots els nivells de dificultat. Les seves pròpies composicions són molt interessants, ja siguin innombrables peces de caràcter melòdic, ja siguin les seves sis sonatines o els seus concerts, també en diversos nivells de dificultat, de manera que tant el principiant de la flauta com el virtuós de la flauta poden gaudir d'aquesta literatura.

## Obres
- Història de la música. Retrats, biografies i mostres de les obres dels compositors més famosos dels segles xviii i xix (publicades cap al 1860)
- Diversos llibres de text per a flauta travessera
- La flauta Böhm, estudis de transició de l'antic al nou sistema a l'hora d'aprendre la flauta Böhm, es presenta pràcticament amb aclariment dels avantatges recollits.[1]

## Composicions
- Concert suec (op. 266)
- Prélude dramatique pour flûte ou violon, violoncelle et orgue (harmonium) - Preludi dramàtic per a flauta o violí, violoncel i orgue (harmonium) (op.355)
- Peça de flor (op.383)
- Rapsòdia hongaresa per a flauta i piano (op.385)
- 6 sonatines (op. 388 núm. 1-6)
- An Evening on the Alm, pintura sonora per a pianoforte, 1888 (op. 390)[2]
- Concert per a flauta petita (op.437)
- Cançó gitana russa per a flauta i piano (op. 462/2)
- Petits duets melòdics (op.480)
- "Jugend Trios": sis imatges sonores per a flauta travessera, violí i piano (op. 505)
- Easy Etudes (op.520)
- Staccato - Fantasia per a flauta i piano
- Valse Gracieuse (op.261)
- Nightingale Serenade (op.447)